# Komplexe Fläche
In der Mathematik sind komplexe Flächen lokal nach {\displaystyle \mathbb {C} ^{2}} modellierte {\displaystyle 4}-dimensionale Mannigfaltigkeiten, deren Kartenwechsel holomorph sind.
Eine projektive analytische Fläche ist eine komplexe Fläche, die in einen komplex-projektiven Raum eingebettet werden kann. Eine komplexe algebraische Fläche ist eine komplexe Fläche, die durch polynomielle Gleichungen in einem komplex-projektiven Raum definiert wird. Nach dem Satz von Chow sind alle projektiven analytischen Flächen algebraisch. Die Hopf-Fläche ist ein Beispiel einer komplexen Fläche, die nicht projektiv analytisch ist.

## Kurven auf Flächen
Eine irreduzible Kurve auf einer komplexen Fläche ist eine (evtl. singuläre) geschlossene, komplex {\displaystyle 1}-dimensionale Untermannigfaltigkeit, die nicht als Vereinigung zweier solcher Untermannigfaltigkeiten zerlegt werden kann. Nach dem Satz von Lefschetz über {\displaystyle (1,1)}-Klassen ist eine Kohomologieklasse in {\displaystyle H^{2}(M;\mathbb {Z} )} genau dann eine ganzzahlige Linearkombination von Kurven, wenn sie zu {\displaystyle H^{1,1}(M)\cap H^{2}(M;\mathbb {Z} )} gehört. 
Für nichtsinguläre Kurven {\displaystyle C} gilt die Adjunktionsformel {\displaystyle \chi (C)+C\cdot C=-K_{M}\cdot C}.

## Geradenbündel auf Flächen
Jede Klasse in {\displaystyle H^{2}(M;\mathbb {Z} )} entspricht einem glatten komplexen Geradenbündel, aber nur Klassen in {\displaystyle H^{1,1}(M)\cap H^{2}(M;\mathbb {Z} )} sind Chern-Klassen holomorpher Geradenbündel. Wenn {\displaystyle H^{1}(M;\mathbb {Z} )=0} ist, dann ist die Isomorphieklasse eines holomorphen Geradenbündels durch seine Chern-Klasse festgelegt. 
Für einen meromorphen Schnitt {\displaystyle f} bezeichnen {\displaystyle N(f)} und {\displaystyle P(f)} die aus den Null- bzw. Polstellen bestehenden Kurven, dann repräsentiert die Linearkombination {\displaystyle N(f)-P(f)} die Chern-Klasse des Geradenbündels. Das holomorphe Geradenbündel hat genau dann einen holomorphen Schnitt, wenn die Chern-Klasse eine Linearkombination mit positiven Koeffizienten aus Kurven in der Fläche ist. Die Dimension des Raums der holomorphen Schnitte lässt mit dem Satz von Riemann-Roch abschätzen. 
Für das kanonische Bündel einer komplexen Fläche folgt aus dem Signatursatz von Hirzebruch {\displaystyle K_{M}\cdot K_{M}=3sign(M)+2\chi (M)}. 
Ein Geradenbündel {\displaystyle L} heißt nef („numerically eventually free“), wenn {\displaystyle L\cdot C\geq 0} für alle Kurven {\displaystyle C} gilt.

## Enriques-Kodaira-Klassifikation
Sei {\displaystyle M} eine einfach zusammenhängende komplexe Fläche. Dann gibt es eine Folge von Blow-Downs {\displaystyle M\to M_{1}\to \ldots \to M_{n}} so dass entweder 
- {\displaystyle K_{M_{n}}} ist nef (in diesem Fall heißt {\displaystyle M_{n}} das minimale Modell von {\displaystyle M}), oder
- {\displaystyle M_{n}} ist ein {\displaystyle \mathbb {C} P^{1}}-Bündel über {\displaystyle \mathbb {C} P^{1}} (in diesem Fall ist {\displaystyle M_{n}} eine Regelfläche), oder
- {\displaystyle M_{n}=\mathbb {C} P^{2}} (in diesem Fall ist {\displaystyle M} eine rationale Fläche).

Für die minimalen Modelle, also für einfach zusammenhängende komplexe Flächen, deren kanonisches Bündel nef ist, hat man:
- wenn {\displaystyle K_{M}\cdot C=0} für jede Kurve {\displaystyle C} gilt, dann ist {\displaystyle M} eine K3-Fläche,
- wenn es eine Kurve mit {\displaystyle K_{M}\cdot C>0} und {\displaystyle K_{M}\cdot K_{M}=0} gibt, dann ist {\displaystyle M} eine elliptische Fläche,
- andernfalls heißt {\displaystyle M} Fläche allgemeinen Typs.